# ديفيد أوبارا
ديفيد أوبارا (بالإنجليزية: David Opara)‏ هو لاعب كرة قدم نيجيري في مركز الهجوم، ولد في 14 ديسمبر 1985 في لاغوس في نيجيريا. لعب مع نادي تشرتشل براذرز ونادي طيران الهند ونادي مومباي لكرة القدم.

## وصلات خارجية
- ديفيد أوبارا على موقع قاعدة بيانات كرة القدم.إي يو (الإنجليزية)
- ديفيد أوبارا على موقع Soccerway.com (الإنجليزية)